# Lärchwand
Le Lärchwand est une montagne culminant à 2 186 m d'altitude dans les Alpes d'Allgäu.

## Géographie
Le Lärchwand se situe au nord-est du Glasfelderkopf avec lequel il partage une crête. Il fait face au Notländsattel.

## Ascension
Aucun sentier balisé ne mène au sommet du Lärchwand. Il peut être accessible du Sattelkopf ou du Glasfelderkopf.